# Monoartritis
La monoartritis és la inflamació d'una articulació (artritis) alhora. Sol ser causada per traumes, infeccions o artritis cristal·lina.

## Causes
- Artritis sèptica
- Gota
- Pseudogota
- Artrosi
- Artritis psoriàsica